# Хотівський район
Хотівський район — район у складі Київської округи Української СРР у 1923–1925 роках із центром у селі Хотів.

## Історія
У 1923 році в Українській СРР було проведено районування, внаслідок якого утворено округи і райони замість повітів і волостей. Зокрема, постановами ВУЦВК від 7 березня і 12 квітня було утворено Хотівський район у складі Київської округи Київської губернії, до якого увійшли території Хотівської і частини Велико-Дмитріївської волостей Київського повіту. Центром району стало село Хотів.

## Сільради, поселення
Станом на 1924 рік Хотівський район складався із 14 сільрад, до яких входило 44 поселення
1. Хотівська сельрада (4 поселення)
1. Хотів, село
2. Феофанівка[5], радгосп
3. Сіраків-Куликівка, лісова сторожка[6]
4. Теремки, хутір
2. Велика Дмитрівська с/р (2 поселення)
5. Великі Дмитровичі, село
6. Темний Луг з хутором Пасішне, монаст.
3. Гатнівська с/р (5 поселень)
7. Гатне, село
8. Мало-Микольський радгосп, хутір
9. Горобіївська Вита, хутір
10. Кожаки, хутір
11. Чабани, хутір
4. Гвоздівська с/р (1 поселення)
12. Гвоздів, село
5. Козинська с/р (1 поселення)
13. Козин, село
6. Крюковщинська с/р (3 поселення) 
14. Крюковщина, село
15. Жуляни, поселок
16. Шахрівщина, хутір
7. Лісниківська с/р (4 поселення)
17. Лісники, село
18. Гудимівка, хутір
19. Круглик, агропункт
20. Кременище, хутір
8. Литовська-Витівська с/р (4 поселення)
21. Литовська Вита, село
22. Княжин, хутір
23. Мриче, хутір
24. Церковщина, колонія
9. Мала Дмитрівська с/р (2 поселення)
25. Малі Дмитровичі, село
26. Романків, хутір
10. Пирогівська с/р (9 поселень)
27. Пирогове, село
28. Борзаків, хутір
29. Володарка, хутір
30. Жуків острів, радгосп
31. Черкесів, хутір
32. Черняцький, хутір
33. Яровці, хутір
34. Корчевате, село (д.)
35. Коник, хутір
11. Підгорецька с/р (2 поселення)
36. Підгорці, село
37. Криничі, село
12. Рославицька с/р (2 поселення)
38. Рославичі, село
39. Генжари (Гаврилівка), хутір
13. Ходосівська с/р (3 поселення)
40. Ходосівка, село
41. Березівка, хутір
42. Хмелівщина, хутір
14. Янковицька с/р (2 поселення)
43. Янковичі, село
44. Бугаі, хутір

Постановою ВУВЦК від 3 червня 1925 року район було розформовано, віднісши території:
- 6 сільрад (Хотівської, Гатненської, Крюківшанської, Лісниківської, Виталітовської та Пирогівської) у склад Будаївського району Київської округи;
- 5 сільрад (В. Дмитріївської, Козинської, М. Дмитріївської, Підгоріцької та Ходосівської) у склад Обухівського району Київської округи;
- 3 сільрад (Гвоздівської, Рославичської та Янковицької) у склад Васильківського району Київської округи.[8]